# Грушка (Львовская область)
Грушка (укр. Грушка) — село в Каменка-Бугской городской общине Львовского района Львовской области Украины.
Население по переписи 2001 года составляло 37 человек. Занимает площадь 0,025 км². Почтовый индекс — 80421. Телефонный код — 3254.